# Widar Bagge
Widar Bagge, född 30 april 1886 i Fuxerna, Älvsborgs län, död 18 april 1970, var en svensk diplomat.
Bagge var son till grosshandlare John Bagge och Fredrika Corin. Han tog juris kandidatexamen i Stockholm 1914, var extra ordinarie tjänsteman i Kommerskollegium 1918 innan han blev attaché vid Utrikesdepartementet (UD) 1919. Bagge tjänstgjorde därefter som byråsekreterare 1920, andre legationssekreterare i London 1921, tillförordnad chargé d’affaires i Bryssel 1922 och förste legationssekreterare i Rom 1923, Helsingfors 1924 samt Tokyo 1928. Han var tillförordnad generalkonsul i Shanghai 1930, byråchef vid UD 1931, chargés d’affaires i Warszawa 1934 och legationsråd i Paris 1934. Bagge var envoyé i Tokyo och Bangkok 1937, Kairo och Addis Abeba 1945-1951, även Damaskus och Beirut från 1947.
Bagge avled den 18 april 1970 och gravsattes den 11 maj 1970 på Norra begravningsplatsen i Solna.

## Utmärkelser

### Svenska utmärkelser
- Konung Gustaf V:s jubileumsminnestecken med anledning av 70-årsdagen, 1928.[6]
- Kommendör med stora korset av Nordstjärneorden, 6 juni 1951.[7]
- Kommendör av första klassen av Nordstjärneorden, 6 juni 1939.[8]

### Utländska utmärkelser
- Storkorset av Belgiska Leopold II:s orden, senast 1947.[9]
- Storofficer av Bolivianska Kondororden, senast 1950.[10]
- Storkorset av Egyptiska Nilorden, senast 1955.[7]
- Kommendör av Finlands Vita Ros’ orden, senast 1931.[6]
- Riddare av första klassen av Finlands Vita Ros’ orden, senast 1925.[11]
- Storkorset av Finlands Lejons orden, senast 1950.[10]
- Kommendör av Franska Hederslegionen, senast 1940.[12]
- Storkorset av Grekiska Fenixorden, senast 1950.[10]
- Kommendör av Italienska kronorden, senast 1931.[6]
- Första klassen av Japanska Helgade skattens orden, senast 1947.[9]
- Tredje klassen av Japanska Heliga skattens orden, senast 1931.[6]
- Storkorset av Nederländska Oranien-Nassauorden, senast 1947.[9]
- Storkorset av Norska Sankt Olavsorden, senast 1947.[9]
- Kommendör av Portugisiska Kristusorden, senast 1940.[12]
- Storkorset av Siamesiska Kronorden, senast 1947.[9]
- Storkorset av Ungerska republikens Förtjänstorden, senast 1950.[10]
- Kommendör av Österrikiska Hederstecknet, senast 1940.[12]